# Безоццо
Безоццо (итал. Besozzo) — город (коммуна) на севере Италии. Расположен в провинции Варесе области Ломбардия.
Население составляет 9 027 человека (на 2017 г.), плотность населения составляет 647 чел./км². Площадь коммуны составляет — 13,95 км². Почтовый индекс — 21023. Телефонный код — 0332.
Покровителем коммуны почитается святой мученик Александр Бергамский, празднование 26 августа.